# Vīrān Qīyeh
Vīrān Qīyeh (persiska: ویران قیه) är en ort i Iran.   Den ligger i provinsen Östazarbaijan, i den nordvästra delen av landet, 400 km väster om huvudstaden Teheran. Vīrān Qīyeh ligger 2 144 meter över havet och antalet invånare är 228.
Terrängen runt Vīrān Qīyeh är huvudsakligen kuperad, men den allra närmaste omgivningen är platt. Runt Vīrān Qīyeh är det ganska glesbefolkat, med 22 invånare per kvadratkilometer. Närmaste större samhälle är Moḩammad ‘Alī Qeshlāqī, 17,4 km sydväst om Vīrān Qīyeh. Trakten runt Vīrān Qīyeh består i huvudsak av gräsmarker.